# Giacomo Poretti

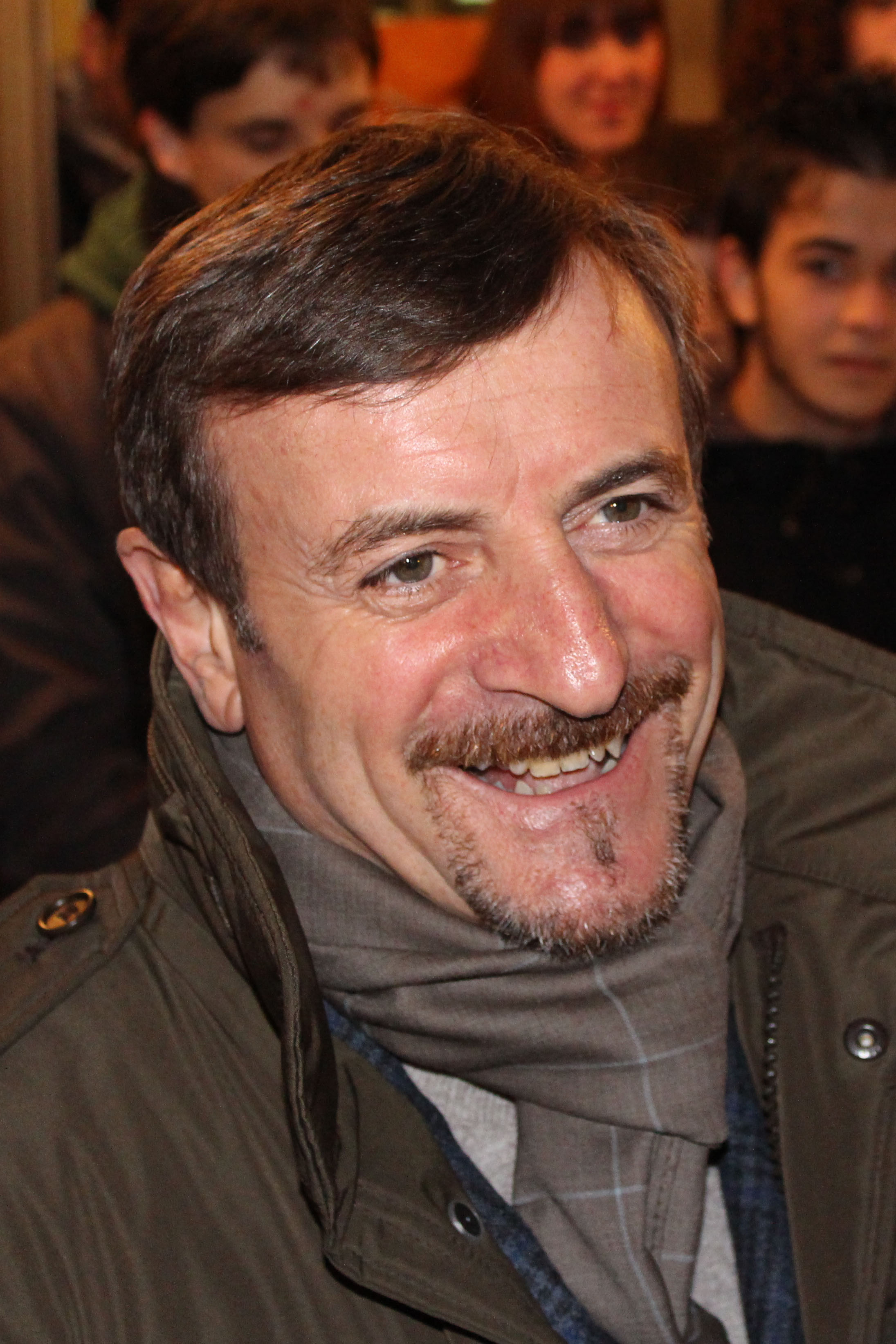
Giacomo Poretti (2012)

Giacomo Poretti (* 24. April 1956 in Busto Garolfo) ist ein italienischer Komiker, Schauspieler und Filmregisseur.

## Leben
Poretti, von Kindheit an theaterbegeistert, brach 1976 sein Studium ab, um sich bei der Democrazia Proletaria mehr politisch engagieren zu können. Seinen Lebensunterhalt verdiente er für viele Jahre als Krankenpfleger und ließ sich nebenbei in seiner großen Leidenschaft, dem Theater, ausbilden. Das Diplom legte er 1983 an der Theaterschule von Busto Arsizio ab. Erste Auftritte in Stücken wie „Il Conte di Carmagnola“ von Alessandro Manzoni folgten; 1984 lernte er Kollegin Marina Massironi kennen, die er im Privaten heiratete und mit der er auf der Bühne das Komikduo „Hansel & Strudel“ bildete. Ab 1985 war er für vier Jahre Leiter einer Ferienanlage auf Sardinien, wo er etliche Schauspielkollegen kennenlernte, unter denen sich auch das Duo „La Caronova“ befand, das von Aldo Baglio und Giovanni Storti gebildet wurde. Neben schauspielerischen Auftritten schälte sich in diesen Jahren der künftige Erfolgsweg heraus: Mit Storti inszenierte er 1989 das eigene Stück „Non parole, ma oggetti contudenti“; mit Storti und Baglio schloss er sich zu einem Trio zusammen, das sie zunächst „Vecchie Fan Buon Brothers“, dann einfach Aldo, Giovanni & Giacomo nannten. Neben Bühnenauftritten war das Komikertrio bald auch in zahlreichen Fernsehsendungen vertreten.
1997 folgte der Schritt zum Kinofilm: Tre uomini e una gamba war ein großer Erfolg und wurde von Poretti, Baglio und Storti nicht nur nach eigenem Buch interpretiert, sondern auch inszeniert. Weitere Arbeiten in ähnlichem Stil folgten bis 2014, mit zunächst immensem, später immer noch regem finanziellem Erfolg. Daneben war Poretti immer wieder auch als (meist komischer) Charakterdarsteller für andere Filme und Fernseharbeiten gefragt.
Poretti trennte sich zu Beginn der 1990er Jahre von Massironi und ist mit Daniela Cristofori verheiratet. Das Paar hat einen Sohn.

## Filmografie (Auswahl)
- 1991: Ein Paradies ohne Billard (Un paradiso senza biliardo)
- 1997: Tre uomini e una gamba
- 1998: Così è la vita
- 2000: Chiedimi se sono felice
- 2006: Anplagghed (Anplaghed al cinema)
- 2008: Il cosmo sul comò
- 2013: Ammutta muddica al cinema